# Magic Kaito
Magic Kaito (jap. まじっく快斗 Majikku Kaito) – manga autorstwa Gōshō Aoyamy. Seria rozpoczęła swoją publikację w czasopiśmie Shūkan Shōnen Sunday wydawnictwa Shōgakukan w 1987 roku. Manga opowiada historię złodzieja Phantom Thief Kid (jap. 怪盗キッド Kaitō Kiddo). Aoyama wstrzymał pracę nad mangą po wydaniu trzeciego tomu tankōbon z powodu rozpoczęcia serii Detektyw Conan, która odniosła natychmiastowy sukces. Postacie Kaitō Kida i innych bohaterów mangi pojawiają się okazjonalne w mandze Detektyw Conan. Opublikowane rozdziały zostały zebrane w czterech tomach tankōbon (stan na luty 2010 r.).
Na podstawie mangi powstało 12 odcinków specjalnych anime w latach 2010-2012. 24-odcinkowy serial Magic Kaito 1412 (jap. まじっく快斗1412) miał swoją premierę 4 października 2014 roku.

## Fabuła
Kaito Kuroba jest zwykłym nastoletnim uczniem liceum, którego ojciec zmarł w tajemniczych okolicznościach osiem lat temu. Osiem lat później dowiaduje się on o sekretnej tożsamości swojego ojca jako słynnego międzynarodowego przestępcy znanego jako International Criminal 1412, i że został on zamordowany przez tajemniczą organizację, gdy odmówił im pomocy w skradzeniu klejnotu Big Jewel Pandora (jap. ビッグジュエル・パンドラ Biggu Jueru Pandora). Pandora to mistyczny kamień, który według podań roni "łzę" podczas przelotu pewnej komety, a spożycie tej łzy daje nieśmiertelność. Kaito poprzysiągł sobie, że uniemożliwi organizacji uzyskanie nieśmiertelności i przejmuje tożsamość ojca jako złodzieja zaczynając swoją przygodę w poszukiwaniu klejnotu. Jego jedyną wskazówką lokalizacji klejnotu jest to, że świeci on na czerwono w pełni księżyca, i że jest to dublet. W ten sposób poszukuje i kradnie bezcenne klejnoty znane z dziwnych historii z niewiarygodnie dobrze chronionych miejsc, ale zwraca je następnej pełni księżyca, gdy okazuje się, że nie jest to klejnot Pandora.